# 서울 중구 오피스텔 살인사건
서울 중구 오피스텔 살인사건은 김병찬(35세 남성)이 2021년 11월 19일 서울 중구의 한 오피스텔에서 스토킹으로 신변보호를 받던 전 여자친구를 살해한 사건이다.

## 사건
김병찬(35세 남성)의 데이트폭력과 스토킹으로 신변보호를 받던 여성이 경찰에 스마트워치로 5차례 신고했지만 경찰이 주거지가 아니라 다른 장소에 도착한 사이에 피해자가 김병찬에 의해 흉기에 찔려 살해당했다.

## 논란
피해자는 사망 직전인 오전 11시 29분 처음 스마트워치를 눌렀으나 경찰은 12분 뒤인 11시 41분에 현장에 도착해 경찰의 대응 능력에 대한 논란이 일었다.

## 수사
경찰은 2021년 11월 20일 대구광역시의 숙박업소에서 김병찬을 검거해 22일 구속영장을 신청했다.
김병찬은 남대문경찰서 유치장에서 자해를 시도했으나 119에 신고한 경찰관들에 의해 병원에 실려갔다. 경찰청신상공개위원회는 11월 24일에 피의자인 김병찬의 신상을 공개하였다.

## 판결
2023년 1월 10일 대법원에서 김병찬에게 징역 40년을 선고한 원심이 확정됐다.